# Metabotroper Glutamatrezeptor 3
Metabotroper Glutamatrezeptor 3 (GRM 3, mGluR3) ist ein Protein aus der Gruppe der metabotropen Glutamatrezeptoren.

## Eigenschaften
Der metabotrope Glutamatrezeptor 3 ist ein G-Protein-gekoppelter Rezeptor. Er wird in größeren Mengen in der Großhirnrinde, im Thalamus, Subthalamus, in der Substantia nigra, im Hypothalamus, Hippocampus, Corpus callosum und in der Amygdala gebildet. Gemeinsam mit mGluR2 bildet er die Gruppe II der metabotropen Glutamatrezeptoren. Nach Bindung von Glutamat erfolgt eine Konformationsänderung, die eine Signaltransduktion über G-Proteine (aus der Familie Gi) bewirkt. In Folge wird die Adenylylcyclase gehemmt. Der metabotrope Glutamatrezeptor 3 besitzt Disulfidbrücken und ist glykosyliert.

## Liganden

### Agonisten
- mit Bicyclo[3.1.0]hexanskelett:
  - MGS-0028[2]
  - LY404040[3]
  - LY379268[4]
  - LY354740;[5] das (+)-C4α-Methylanalogon ist ein GluR2-Agonist und GluR3 Antagonist[6]
  - LY2794193[7]
- (R)-2-amino-4-(4-hydroxy[1,2,5]thiadiazol-3-yl)buttersäure[8]

### Antagonisten
- CECXG – 38-fache Selektivität für mGluR3 gegenüber mGluR2
- LY-341,495 und sein 1-fluor-Analogon[9]

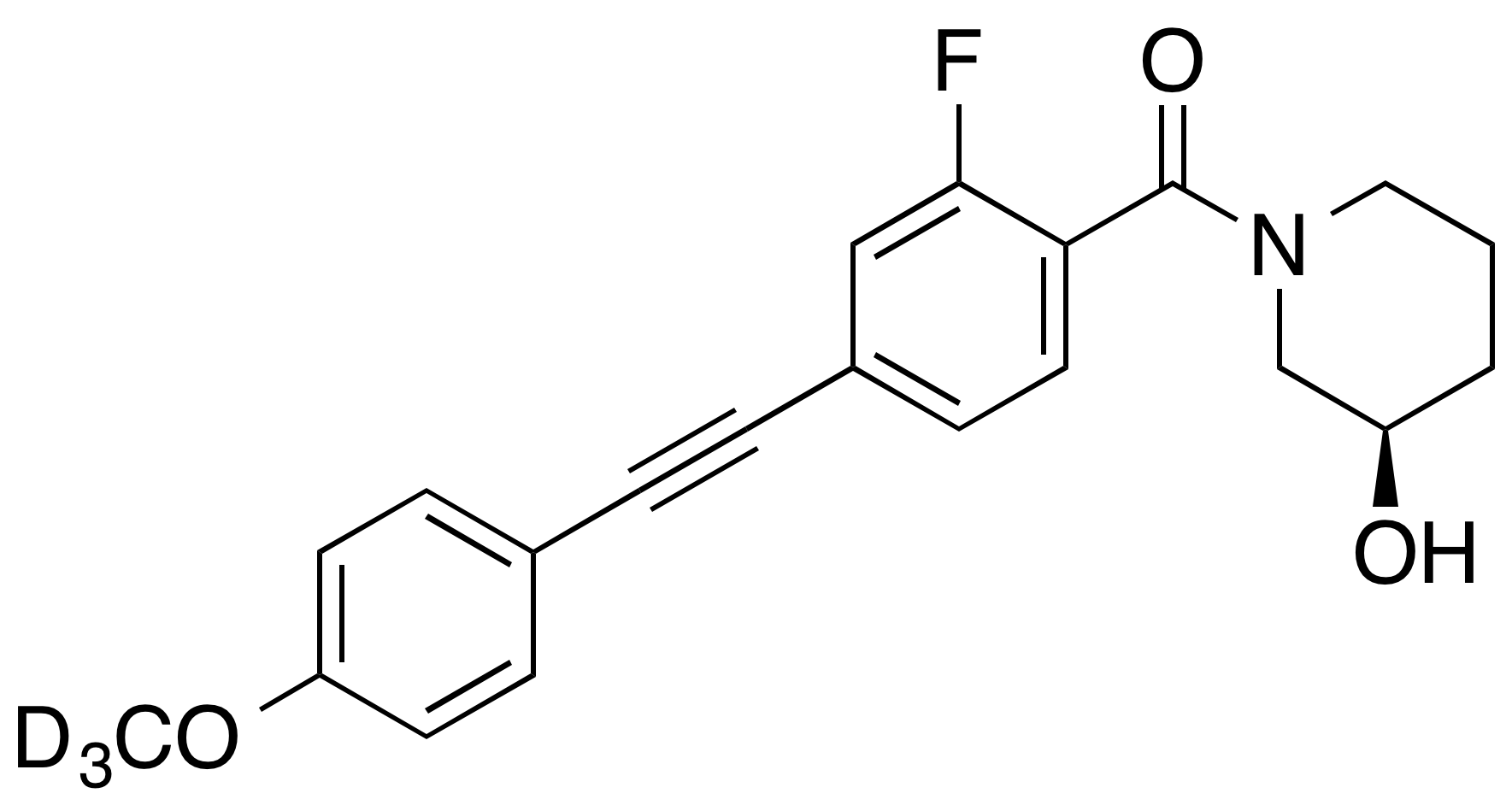
D_{3}-ML337

- MGS-0039,[10][11][12] HYDIA[13]

### Allosterische Modulatoren
- D3-ML337: selektiver negativer allosterischer Modulator, IC50 = 450 nM für mGluR3, IC50 >30μM für mGluR2[14]
- MNI-137:[15] negativer allosterischer Modulator
- VU-0650786: NAM[16]
- compound 7p:[17] nichtkompetitiver Antagonist